# Kladnart
Kladnart este o localitate din comuna Vojnik, Slovenia, cu o populație de 6 locuitori.